# Bozner Bürgerbuch

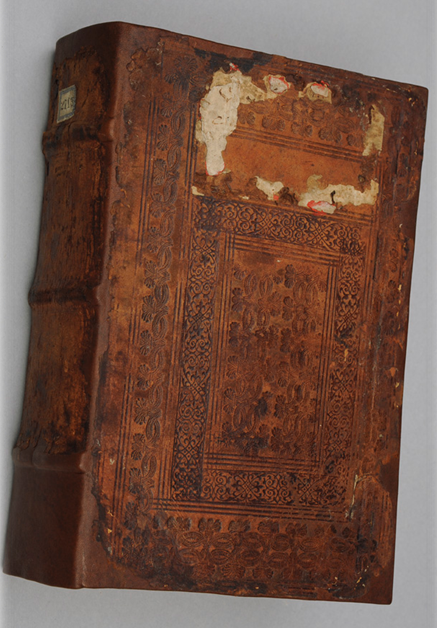
Das Bozner Bürgerbuch, Hs. 2713 des Stadtarchivs Bozen

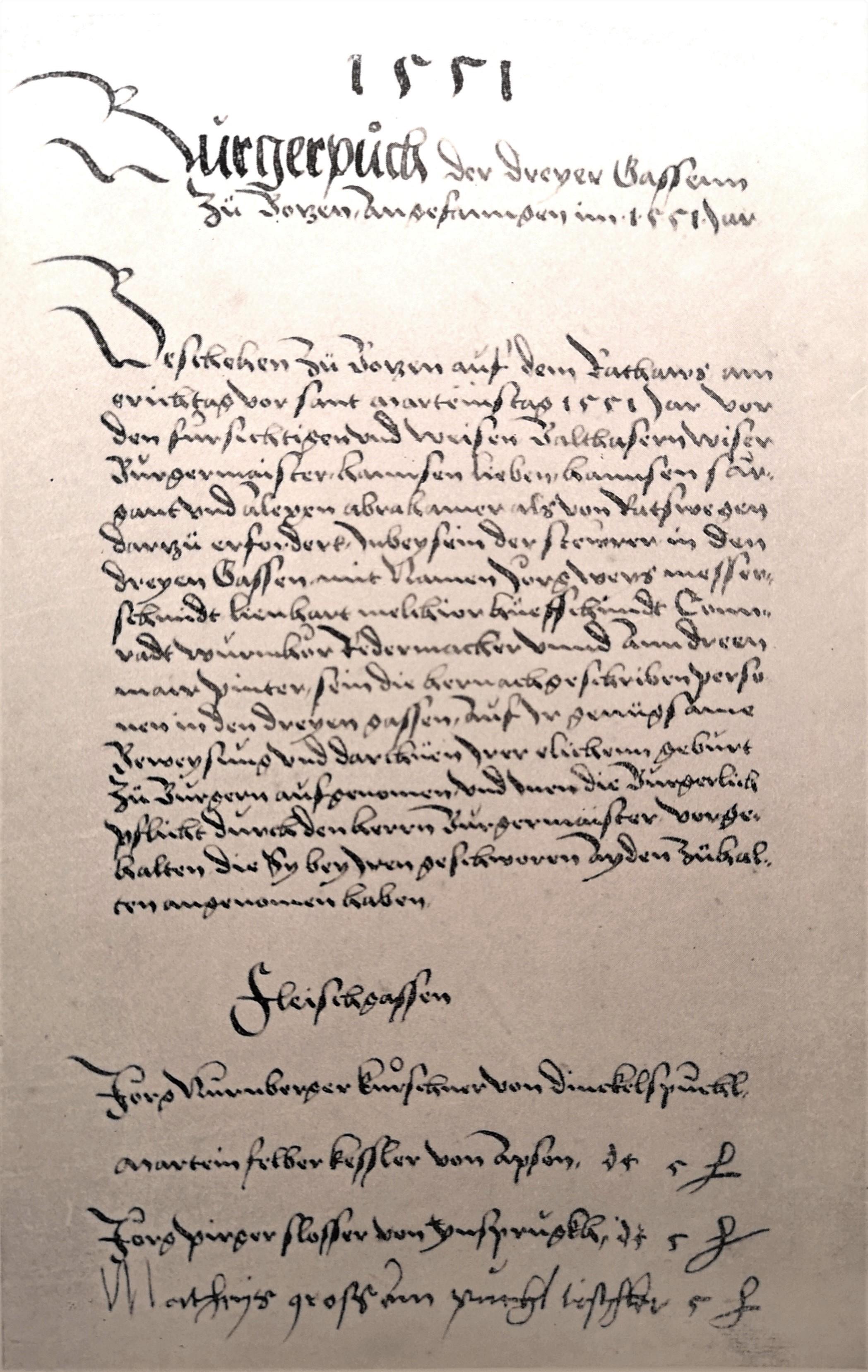
Die ersten Eintragungen von 1551, Hs. 2713, fol. 2a

Das Bozner Bürgerbuch ist eine im Jahr 1551 angelegte und bis 1760 geführte Bürgerrolle der Stadt Bozen, die als Hs. 2713 vom Stadtarchiv Bozen verwahrt wird.
Die Papier-Handschrift umfasst 340 Blätter mit einheitlichem Seitenspiegel von 32 : 21 cm und ist in einen zeitgenössischen Ledereinband gebunden; der Kodex wurde 2013 behutsam restauriert. Die darin enthaltenen Aufzeichnungen beginnen mit einem von der Hand des Ratsschreibers Paul Falser angelegten Namenverzeichnis zu den Jahren 1578–1708. Der darauf folgende Text der Bürger- und Inwohnereide (fürhalt der burgerrecht; fürhalt der inwonner) geht noch auf die zweite Hälfte des 15. Jahrhunderts zurück und legt für die Neubürger folgende Verpflichtungen fest: 1) Treue gegenüber dem Landesfürsten; 2) Gehorsam gegenüber Stadtrat und Bürgermeister; 3) Bekleidung bzw. Erfüllung aller Ämter und Dienste, die vom Stadtrat im Sinn des Gemeinwohls (wolfart) übertragen werden; 4) Mithilfe in allen Katastrophenfällen.
Der Hauptteil der Handschrift enthält die nach Jahren geordneten, protokollarischen Eintragungen von Bürger- bzw. Inwohneraufnahmen und umfasst insgesamt 5.160 Einzelnennungen. Vielfach sind diese auch mit Herkunfts- und Berufsangaben versehen, so dass die erhöhte Migration und Mobilität des wirtschaftlich besonders aktiven Teils der Stadtbevölkerung hervortritt, der während der Vormoderne vor allem aus dem Umland, aber in hohem Maß auch aus süddeutsch-schwäbischen Gebieten zuzog. Die älteste Nennung von 1551 betrifft einen gewissen Jörg Nürnberger, von Beruf Kürschner und aus Dinkelsbühl in Mittelfranken (Bayern) gebürtig. Die letzte im Bürgerbuch verzeichnete Aufnahme von 1760 betrifft Sebastian Krißmayr aus Imst im Tiroler Oberland, auch er ein Kürschner. Die erste namentlich genannte Frau unter den überwiegend männlichen Namen ist Lucia Frisch(in), eine Witwe, die 1590 ohne nähere Zusätze aufscheint und der im Bozner Industriegebiet ein Straßenname gewidmet wurde.